# The Zu Side of the Chadbourne
The Zu Side of the Chadbourne è il secondo album del gruppo italiano Zu, nel quale compaiono Roy Paci alla tromba ed Eugene Chadbourne alla chitarra.

## Il disco
I titoli delle canzoni sono evidenti parodie di famose canzoni rock, come Lucy in the Sky with Diamonds, In-A-Gadda-Da-Vida, The House of the Rising Sun e Stairway to Heaven. Il primo brano è un tributo a John Coltrane, l'ultimo ad Albert Ayler.
Il sassofonista del gruppo Luca Mai non ha partecipato alle registrazioni dell'album a causa di una ferita alle mani.

## Tracce
1. Cosmos – 5:16
2. Chadbourne In The Sky With Diamonds – 7:08
3. Somewhere Over The Chadbourne – 1:38
4. Porgy and Chadbourne – 6:47
5. Holiday in Chadbournia – 1:10
6. Ascenseur pour the Chadbourne – 5:00
7. In a Gadda Na Chadbourne – 7:47
8. O' Chadbourne mio! – 1:49
9. House of The Raising Chadbourne – 4:05
10. Stairway to Chadbourne – 1:53
11. For Those About to Chadbourne – 2:21
12. Everybody Needs a Chadbourne (To Love) – 1:13
13. Spirits – 5:17

## Formazione
- Luca Mai - sax baritono
- Massimo Pupillo - basso
- Jacopo Battaglia - batteria

## Ospiti
- Roy Paci - tromba
- Eugene Chadbourne - chitarra